# Danjaq LLC
Danjaq LLC é o estúdio chefe que comanda a EON Productions, produtora dos filmes de James Bond e da comédia Call Me Bwana (BR: Rififi no Safári / PT: Safari Inesperado). O nome é uma aglutinação dos nomes das esposas dos fundadores, Albert R. Broccoli (que era casado com Dana Broccoli) e Harry Saltzman (que era casado com Jaqueline Saltzman). Em 1975, Saltzman deixou a companhia, restando ao seu ex-parceiro, Broccoli a missão de produzir sem ele os filmes de 007. 
Desde 1995 que, a companhia é comandada por Michael G. Wilson e Barbara Broccoli, enteado e filha de Broccoli. A Danjaq foi fundada logo após o lançamento nos Cinemas de Dr. No, e desde então, detém os direitos dos romances e contos de 007, escritos por Ian Fleming (hoje, o estúdio detém os direitos de todas as obras de 007 de Ian Fleming - pois no final dos Anos 90, a companhia conseguiu os direitos de adaptação de Cassino Royale (que pertenciam à Columbia, que curiosamente, se tornou a nova co-produtora da franquia, a partir de 007 - Cassino Royale), e também de todos os contos não-adaptados de Ian Fleming - cinco contos ainda não foram adaptados, pois originalmente, foram lançadas duas coletâneas de contos, mas dos nove contos escritos por Fleming, somente quatro foram publicados nas coletâneas, depois é que, os outros contos foram publicados), além do direito de criar novas tramas para o Agente. 
Em adição à franquia oficial, a Danjaq também já produziu alguns videogames sobre o Agente, além do Desenho animado James Bond Jr., sobre o sobrinho de James Bond, mas o Agente original não aparece nesta produção.

## Filmografia completa
- Skyfall (2012) ...  Produção da Companhia
- Quantum Of Solace (2008) ... Produção da Companhia
- Casino Royale (2006) ... Produção da Companhia (como Danjaq LLC)
- 007: Nightfire (2002) (VideoGame) ...  (VideoGame) ... Produção da Companhia (produzido pela Danjaq dos EUA)
- Die Another Day (2002) ... Produção da Companhia
- 007: Agent Under Fire (2001) (VideoGame) ... Produção da Companhia (produzido pela Danjaq dos EUA)
- The Making of 'The World Is Not Enough' (1999) (Lançado diretamente em Vídeo) ... Produção da Companhia (produzido pela Danjaq dos EUA)
- The World Is Not Enough (1999) ... Produção da Companhia (como “Danjaq LLC")
- Tomorrow Never Dies (1997) ... Produção da Companhia
- GoldenEye (1995) ... Produção da Companhia
- "James Bond Jr." (1991) (Desenho animado) ... Produção da Companhia produzido pela Danjaq dos EUA)
- Licence to Kill (1989) ... Produção da Companhia
- The Living Daylights (1987) ... Produção da Companhia
- James Bond 007: A View to a Kill (1985) (VideoGame) ... Produção da Companhia (produzido pela Danjaq dos EUA)
- A View to a Kill (1985) ... Produção da Companhia
- Octopussy (1983) ... Produção da Companhia (como “Danjaq S.A.")
- For Your Eyes Only (1981) ... Produção da Companhia
- Moonraker (1979) ... Produção da Companhia
- The Spy Who Loved Me (1977) ... Produção da Companhia (como “Danjaq S.A.")
- The Man with the Golden Gun (1974) ... Produção da Companhia (como “Danjaq S.A.")
- Live and Let Die (1973) ... Produção da Companhia (como “Danjaq S.A.")
- Diamonds Are Forever (1971) ... Produção da Companhia (como Danjaq S.A.)
- On Her Majesty's Secret Service (1969) ... Produção da Companhia (como Danjaq S.A.)
- You Only Live Twice (1967) ... Produção da Companhia
- Thunderball (1965) ... Produção da Companhia (como “Danjaq S.A.")
- Goldfinger (1964) ... Produção da Companhia (como “Danjaq S.A.")
- From Russia with Love (1963) ... Produção da Companhia (como “Danjaq S.A.")